# Sangtuda 1
La Sangtuda 1 és una central hidroelèctrica al riu Vakhx al Tadjikistan. Es va construir durant el període soviètic en la dècada del 1980, però l'obra va paral·litzar quan la central era acabada en un 20% aproximadament a principi de la propera dècada per manca de finançament. Un acord amb Rússia va permetre recomençar la construcció, amb quatre instal·lacions que van entrar en servei del 2008 al 2009. La planta es va inaugurar oficialment el 31 de juliol de 2009. Una vegada que funcioni a plena capacitat, la planta procurarà al voltant del 12% de la producció d'electricitat del Tadjikistan.

## Història

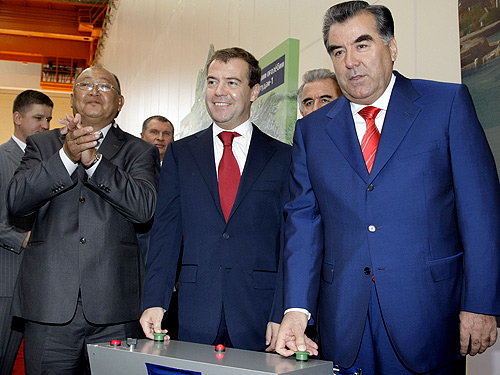
Els presidents rus i tadjik Dmitri Medvédev i Emomalí Rahmon premen simultàniament els botons simbòlics d'arrencada durant la cerimònia d'inauguració de la central.

Els plans de construcció de la central es van fer durant els anys 70 del segle xx, i la construcció real va començar en 1989. La dissolució de la Unió Soviètica, la consegüent interrupció del finançament, així com la guerra civil a Tadjikistan van interrompre la construcció durant més d'una dècada. El 1996, el govern va crear una empresa i va emetre accions públiques per poder continuar l'obra. No obstant això, l'empresa mai no va funcionar i va ser dissolta quan es va signar un acord amb Rússia.
L'octubre de 2004, Rússia i el Tadjikistan van signar un acord intergovernamental per a acabar el projecte. El gener de 2005, Rússia, el Tadjikistan i l'Iran van signar un protocol segons el qual Rússia participaria en la central Sangtuda 1 i l'Iran en Sangtuda 2. El 16 de febrer de 2005, es va establir una empresa conjunta rus-tadjik Sangtudinskaya GES-1. La construcció es va reprendre a l'abril de 2005.
La primera instal·lació va entrar en servei abans del que es preveu el 20 de gener de 2008 durant l'inusualment dur hivern, amb temperatures que van descendir per sota dels -20 °C, la qual cosa va posar el sistema energètic tadjik a la vora de l'efondrament. La segona i la tercera instal·lació van entrar en servei l'1 de juliol de 2008 i el 15 de novembre de 2008. La quarta i última instal·lació va entrar en servei el 15 de maig de 2009. El 31 de juliol de 2009, la planta es va inaugurar oficialment, amb la participació dels presidents de Rússia i el Tadjikistan, Dmitri Medvédev i Emomalí Rahmon.

## Descripció
La central hidroelèctrica Sangtuda 1 és  al riu Vakhx, a la regió de Khatlon, a 160 quilòmetres al sud de Duixanbe. Consta de quatre unitats amb una capacitat total de 670 MW i que produeixen 2,7 TWh d'electricitat a l'any. La construcció va costar 720 milions de dòlars. El govern i les empreses russes tenen el 75% de les accions i el Tadjikistan el 25% més una acció. La central elèctrica és operada per Sangtudinskaya GES-1, una companyia controlada per Inter RAO UES.
A partir de 2010, tota l'electricitat es ven a Barqi Tojik, una companyia nacional d'electricitat del Tadjikistan. Hi ha plans per a construir una línia de transmissió d'energia d'alt voltatge a Kirguizstan, l'Iran, l'Afganistan i el Pakistan per a exportar electricitat. La línia de transmissió de 220 kV de Sangtuda-Puli Khumri a l'Afganistan era programada per a completar-se el 2010.

## Importància
La inauguració de la central és una fita important en l'assoliment de la independència energètica del Tadjikistan, ja que el país havia patit una greu escassetat d'energia des que va obtenir la independència, sobretot durant els mesos d'hivern. A l'estiu, el Tadjikistan exporta l'excedent d'electricitat als països veïns, i a l'hivern sofreix apagades contínues. La central subministra al voltant del 12% de la producció d'electricitat del país.
La planta és el projecte méssage gran de la Comunitat d'Estats Independents en el qual participen les empreses russes, entre d'altres Power Machines, Chekhov Gidrostal Plant, ChirkeyGESstroy, Zarubezhvodstroy, Zagranenergostroymontazh, i Trust Gidromontazh. Tant el President del Tadjikistan com el de Rússia han assenyalat que el projecte ha contribuït significativament a enfortir les relacions entre tots dos països.

## Controvèrsies
El 1996, es van emetre accions públiques per a reiniciar l'obra. Després de la dissolució d'aquesta empresa no es va quedar clar com es compensarà els accionistes. A alguns dels veïns del Tadjikistan, sobretot l'Uzbekistan, els preocupa que la construcció de grans centrals hidroelèctriques a les capçaleres dels rius de la regió provoqui una escassetat d'aigua riu avall.
A l'Uzbekistan, el Kazakhstan i el Turkmenistan els preocupa que l'embassament i la central perjudiquin l'aigua necessària per al reg agrícola.
La retirada de l'Uzbekistan del sistema elèctric unificat de l'Àsia central també va aïllar el Tadjikistan del sistema quan l'Uzbekistan va blocar la exportació tadjik d'electricitat al sud del Kazakhstan per les línies que creuen el seu territori. A causa d'això, la planta no pot funcionar a ple rendiment. El bloqueig del trànsit ferroviari per l'Uzbekistan havia retardat la construcció de les línies de transmissió de la central a l'Afganistan i el Kirguizstan.